# 유경 (무도후)
유경(劉京, ? ~ ?)은 전한 말기의 제후로, 광천유왕의 현손이다.

## 행적
아버지 유훈의 뒤를 이어 무도후(武陶侯)에 봉해졌으나, 전한이 멸망하여 작위가 박탈되었다.

## 출전
- 반고, 《한서》 권15하 왕자후표 下

| 선대 아버지 무도절후 유훈 | 전한의 무도후 ? ~ 8년 | 후대 (전한 멸망) |